# Atletica leggera ai Giochi della VIII Olimpiade - 100 metri piani

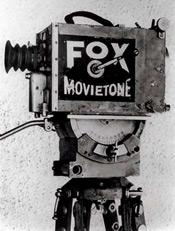
Video della Finale (durata: 0'51")

La competizione dei 100 metri piani di atletica leggera ai Giochi della VIII Olimpiade si tenne i giorni 6 e 7 luglio 1924 allo Stadio di Colombes a Parigi.

## L'eccellenza mondiale
| Primatista mondiale      | 10”4 | Charles Paddock    | Presente       |
| Primatista europeo       | 10”6 | William Applegarth | Professionista |
| Record mond.le stag.le   | 10”5 | Jackson Sholz      | Presente       |
| Vincitore dei Trials USA | 10”6 | Chester Bowman     | Presente       |

1. ↑  Fino al 5 luglio.

Gli statunitensi qualificatisi ai Trials sono nell'ordine: Chester Bowman (10"6), Charles Paddock (10"6e), Jackson Scholz (10"6e) e Loren Murchison (che però in finale era arrivato ultimo).
In Inghilterra fa sensazione la spettacolare vittoria su 100 metri e salto in lungo di Harold Abrahams, premiato come “Atleta dei Campionati”. Abrahams è la grande speranza della Gran Bretagna alle Olimpiadi.

## La gara
Charles Paddock è il primo campione olimpico dei 100 metri che si ripresenta quattro anni dopo in pista.

Tutti i favoriti si qualificano per i quarti ed anche per le semifinali. L'inglese Abrahams ferma il cronometro su 10”6, eguagliando il primato olimpico.

Scholz vince la prima semifinale con 10”8, Abrahams fa ancora meglio nella seconda, nonostante una partenza lenta, con 10”6.
Finale - Sono allineati tutti i favoriti della vigilia: i quattro statunitensi, Abrahams e un neozelandese, Porritt. Le corsie sono attribuite come segue: 1. Paddock; 2. Scholz; 3. Murchison; 4. Abrahams; 5. Bowman; 6. Porritt.

La partenza è valida al primo tentativo. Ai 25 metri i concorrenti sono praticamente sulla stessa linea, ma l'ampiezza delle falcate di Abrahams e la sua scioltezza di corsa lo portano a metà gara decisamente al comando. Solo Scholz e Bowman gli rimangono vicini, mentre Paddock, in riserva di energie, cede progressivamente. Abrahams taglia il traguardo con un buon mezzo metro di vantaggio su Scholz. Il neozelandese Porritt sorprende in finale Bowman, soffiandogli il terzo posto.

## Risultati

### Turni eliminatori
| 17 Batterie        | 6 luglio (ore 14:30) | 86 partenti    | Si qualificano i primi 2. |
| 6 Quarti di finale | 6 luglio (ore 16:00) | 34 concorrenti | Si qualificano i primi 2. |
| 2 Semifinali       | 7 luglio (ore 14:00) | 6 + 6          | Si qualificano i primi 3. |
| Finale             | 7 luglio (ore 17:00) | 6 concorrenti  |                           |

### Batterie
| Pos. | Atleta          | Nazione       | Tempo |
| ---- | --------------- | ------------- | ----- |
| 1    | Loren Murchison | Stati Uniti   | 10"8  |
| 2    | Arthur Porritt  | Nuova Zelanda | n/d   |
| 3    | Camilo Rivas    | Argentina     | n/d   |
| 4    | Mariano Aguilar | Messico       | n/d   |
| 5    | Alberto Jurado  | Ecuador       | n/d   |

| Pos. | Atleta            | Nazione        | Tempo |
| ---- | ----------------- | -------------- | ----- |
| 1    | Cyril Coaffee     | Canada         | 11"0  |
| 2    | Ernesto Bonacina  | Italia         | 11"2  |
| 3    | Mogens Truelsen   | Danimarca      | n/d   |
| 4    | Gentil dos Santos | Portogallo     | n/d   |
| 5    | Alois Linka       | Cecoslovacchia | n/d   |

| Pos. | Atleta           | Nazione     | Tempo |
| ---- | ---------------- | ----------- | ----- |
| 1    | Charley Paddock  | Stati Uniti | 11"2  |
| 2    | Oto Seviško      | Lettonia    | n/d   |
| 3    | Ferdinand Kaindl | Austria     | n/d   |

| Pos. | Atleta                | Nazione     | Tempo |
| ---- | --------------------- | ----------- | ----- |
| 1    | Maurice Degrelle      | Francia     | 11"0  |
| 2    | Reijo Halme           | Finlandia   | n/d   |
| 3    | Frederik Lamp         | Paesi Bassi | n/d   |
| 4    | Friedrich Schedl      | Austria     | n/d   |
| 5    | Władysław Dobrowolski | Polonia     | n/d   |
| 6    | Rauf Hasağası         | Turchia     | n/d   |

| Pos. | Atleta           | Nazione          | Tempo |
| ---- | ---------------- | ---------------- | ----- |
| 1    | Lajos Kurunczy   | Ungheria         | 11"4  |
| 2    | Johans Oja       | Lettonia         | n/d   |
| 3    | Henricus Cockuyt | Belgio           | n/d   |
| 4    | Will Hildreth    | India Britannica | n/d   |
| 5    | Toby Betts       | Sudafrica        | n/d   |
| 6    | Rauf Hasağası    | Turchia          | n/d   |

| Pos. | Atleta                | Nazione        | Tempo |
| ---- | --------------------- | -------------- | ----- |
| 1    | Harry Broos           | Paesi Bassi    | 11"0  |
| 2    | George Dunston        | Sudafrica      | n/d   |
| 3    | Antonín Svoboda       | Cecoslovacchia | n/d   |
| 4    | Poul Schiang          | Danimarca      | n/d   |
| 5    | José-María Larrabeiti | Spagna         | n/d   |
| 6    | David Nepomuceno      | Filippine      | n/d   |

| Pos. | Atleta              | Nazione       | Tempo |
| ---- | ------------------- | ------------- | ----- |
| 1    | Lance Royle         | Gran Bretagna | 11"0  |
| 2    | Giovanni Frangipane | Italia        | n/d   |
| 3    | Valéry Théard       | Haiti         | n/d   |
| 4    | Juan Junqueras      | Spagna        | n/d   |
| 5    | Zygmunt Weiss       | Polonia       | n/d   |

| Pos. | Atleta              | Nazione       | Tempo |
| ---- | ------------------- | ------------- | ----- |
| 1    | Walter Rangeley     | Gran Bretagna | 11"0  |
| 2    | Rinus van den Berge | Paesi Bassi   | 11"1  |
| 3    | Diego Ordóñez       | Spagna        | n/d   |
| 4    | Victor Moriaud      | Svizzera      | n/d   |
| 5    | Karel Pott          | Portogallo    | n/d   |
| 6    | Miguel Enrico       | Argentina     | n/d   |

| Pos. | Atleta                | Nazione   | Tempo |
| ---- | --------------------- | --------- | ----- |
| 1    | Albert Heisé          | Francia   | 11"2  |
| 2    | Gusztáv Rózsahegyi    | Ungheria  | n/d   |
| 3    | Lauri Härö            | Finlandia | n/d   |
| 4    | Curt Wiberg           | Svezia    | n/d   |
| 5    | Alexandros Papafingos | Grecia    | n/d   |

| Pos. | Atleta                  | Nazione       | Tempo |
| ---- | ----------------------- | ------------- | ----- |
| 1    | Wilfred Nichol          | Gran Bretagna | 11"0  |
| 2    | Paul Brochart           | Belgio        | n/d   |
| 3    | Laurence Armstrong      | Canada        | n/d   |
| 4    | Konstantinos Pantelidis | Grecia        | n/d   |
| 5    | Gvido Jekals            | Lettonia      | n/d   |

| Pos. | Atleta           | Nazione          | Tempo |
| ---- | ---------------- | ---------------- | ----- |
| 1    | Chester Bowman   | Stati Uniti      | 11"0  |
| 2    | Walter Strebi    | Svizzera         | n/d   |
| 3    | James Hall       | India Britannica | n/d   |
| 4    | Thor Österdahl   | Svezia           | n/d   |
| 5    | Félix Escobar    | Argentina        | n/d   |
| 6    | Herminio Ahumada | Messico          | n/d   |

| Pos. | Atleta              | Nazione     | Tempo        |
| ---- | ------------------- | ----------- | ------------ |
| 1    | George Hester       | Canada      | 11"2         |
| 2    | Johannes van Kampen | Paesi Bassi | n/d          |
| 3    | Karl Borner         | Svizzera    | n/d          |
| 4    | William Lowe        | Irlanda     | n/d          |
| 5    | László Muskát       | Ungheria    | n/d          |
| -    | Eugène Moetbeek     | Belgio      | Squalificato |

| Pos. | Atleta           | Nazione          | Tempo |
| ---- | ---------------- | ---------------- | ----- |
| 1    | Jackson Scholz   | Stati Uniti      | 10"8  |
| 2    | Paul Hammer      | Lussemburgo      | n/d   |
| 3    | Terence Pitt     | India Britannica | n/d   |
| 4    | Knut Russell     | Svezia           | n/d   |
| 5    | Reinhold Kesküll | Estonia          | n/d   |

| Pos. | Atleta          | Nazione       | Tempo |
| ---- | --------------- | ------------- | ----- |
| 1    | Harold Abrahams | Gran Bretagna | 11"0  |
| 2    | Edwin Carr      | Australia     | n/d   |
| 3    | Sasago Tani     | Giappone      | n/d   |
| 4    | Anton Husgafvel | Finlandia     | n/d   |
| 5    | Álvaro Ribeiro  | Brasile       | n/d   |
| 6    | Şekip Engineri  | Turchia       | n/d   |

| Pos. | Atleta        | Nazione     | Tempo |
| ---- | ------------- | ----------- | ----- |
| 1    | André Mourlon | Francia     | 11"0  |
| 2    | Enrico Torre  | Italia      | n/d   |
| 3    | Joseph Hilger | Lussemburgo | n/d   |

| Pos. | Atleta             | Nazione  | Tempo |
| ---- | ------------------ | -------- | ----- |
| 1    | Félix Mendizábal   | Spagna   | 11"4  |
| 2    | Anthony Vince      | Canada   | n/d   |
| 3    | Vittorio Zucca     | Italia   | n/d   |
| 4    | Stanisław Sośnicki | Polonia  | n/d   |
| 5    | Artūrs Gedvillo    | Lettonia | n/d   |

| Pos. | Atleta              | Nazione   | Tempo |
| ---- | ------------------- | --------- | ----- |
| 1    | Ferenc Gerő         | Ungheria  | 11"0  |
| 2    | René Mourlon        | Francia   | n/d   |
| 3    | Väinö Eskola        | Finlandia | n/d   |
| 4    | Aleksander Szenajch | Polonia   | n/d   |

### Quarti di finale
| Pos. | Atleta              | Nazione     | Tempo |
| ---- | ------------------- | ----------- | ----- |
| 1    | Loren Murchison     | Stati Uniti | 10"8  |
| 2    | Giovanni Frangipane | Italia      | 11"0  |
| 3    | Harry Broos         | Paesi Bassi | 11"1  |
| 4    | Paul Hammer         | Lussemburgo | 11"1  |
| 5    | Reijo Halme         | Finlandia   | 11"1  |
| 6    | Anthony Vince       | Canada      | n/d   |

| Pos. | Atleta          | Nazione       | Tempo |
| ---- | --------------- | ------------- | ----- |
| 1    | Chester Bowman  | Stati Uniti   | 10"8  |
| 2    | Arthur Porritt  | Nuova Zelanda | 10"9  |
| 3    | Walter Rangeley | Gran Bretagna | 11"0  |
| 4    | René Mourlon    | Francia       | 11"0  |
| 5    | Lajos Kurunczy  | Ungheria      | 11"0  |
| 6    | Enrico Torre    | Italia        | n/d   |

| Pos. | Atleta              | Nazione       | Tempo       |
| ---- | ------------------- | ------------- | ----------- |
| 1    | Cyril Coaffee       | Canada        | 10"8        |
| 2    | Wilfred Nichol      | Gran Bretagna | 10"9        |
| 3    | André Mourlon       | Francia       | 11"0        |
| 4    | Rinus van den Berge | Paesi Bassi   | 11"0        |
| 5    | Johans Oja          | Lettonia      | 11"0        |
| -    | Walter Strebi       | Svizzera      | Non partito |

| Pos. | Atleta           | Nazione       | Tempo  |
| ---- | ---------------- | ------------- | ------ |
| 1    | Harold Abrahams  | Gran Bretagna | 10"6 = |
| 2    | George Hester    | Canada        | 10"7   |
| 3    | Ferenc Gerő      | Ungheria      | n/d    |
| 4    | Albert Heisé     | Francia       | n/d    |
| 5    | Ernesto Bonacina | Italia        | n/d    |
| 6    | Félix Mendizábal | Spagna        | n/d    |

| Pos. | Atleta              | Nazione     | Tempo |
| ---- | ------------------- | ----------- | ----- |
| 1    | Charley Paddock     | Stati Uniti | 10"8  |
| 2    | Maurice Degrelle    | Francia     | 10"9  |
| 3    | Johannes van Kampen | Paesi Bassi | n/d   |
| 4    | George Dunston      | Sudafrica   | n/d   |
| 5    | Gusztáv Rózsahegyi  | Ungheria    | n/d   |

| Pos. | Atleta         | Nazione       | Tempo |
| ---- | -------------- | ------------- | ----- |
| 1    | Jackson Scholz | Stati Uniti   | 10"8  |
| 2    | Edwin Carr     | Australia     | 10"9  |
| 3    | Lance Royle    | Gran Bretagna | n/d   |
| 4    | Paul Brochart  | Belgio        | n/d   |
| 5    | Oto Seviško    | Lettonia      | n/d   |

### Semifinali
| Pos. | Atleta           | Nazione       | Tempo |
| ---- | ---------------- | ------------- | ----- |
| 1    | Jackson Scholz   | Stati Uniti   | 10"8  |
| 2    | Arthur Porritt   | Nuova Zelanda | 11"1  |
| 3    | Loren Murchison  | Stati Uniti   | 11"2  |
| 4    | Wilfred Nichol   | Gran Bretagna | 11"3  |
| 5    | Maurice Degrelle | Francia       | 11"4  |
| 6    | George Hester    | Canada        | 11"5  |

| Pos. | Atleta              | Nazione       | Tempo  |
| ---- | ------------------- | ------------- | ------ |
| 1    | Harold Abrahams     | Gran Bretagna | 10"6 = |
| 2    | Charley Paddock     | Stati Uniti   | 10"7   |
| 3    | Chester Bowman      | Stati Uniti   | 10"7   |
| 4    | Edwin Carr          | Australia     | 10"7   |
| 5    | Cyril Coaffee       | Canada        | 10"8   |
| 6    | Giovanni Frangipane | Italia        | 11"2   |

### Finale
È ufficializzato solo il tempo del primo classificato.
| Pos.    | Atleta          | Età | Nazione       | Tempo ufficiale | Tempo ufficioso |
| ------- | --------------- | --- | ------------- | --------------- | --------------- |
| Oro     | Harold Abrahams | 25  | Gran Bretagna | 10"6 =          |                 |
| Argento | Jackson Scholz  | 27  | Stati Uniti   |                 | 10"7            |
| Bronzo  | Arthur Porritt  | 24  | Nuova Zelanda |                 | 10"8            |
| 4       | Chester Bowman  | 23  | Stati Uniti   |                 | 10"9            |
| 5       | Charley Paddock | 24  | Stati Uniti   |                 | 10"9            |
| 6       | Loren Murchison | 26  | Stati Uniti   |                 | 11"0            |

All'ottava edizione dei Giochi, Abrahams è il primo europeo campione dei 100 metri. Nel 1925 l'inglese sarà vittima di un grave infortunio che porrà fine prematuramente alla sua carriera e lo renderà anche leggermente claudicante.